# Sztárban sztár (hatodik évad)
A Sztárban sztár című zenés show-műsor hatodik évada 2018. október 14-én vette kezdetét a TV2-n.
Az évad indulását augusztus 13-án jelentette be a csatorna. Ez azért volt meglepetés, mert egyes források szerint a Sztárban sztár helyére érkezett volna a csatorna új show-műsora, a Csak show és más semmi!.
A műsorvezető változatlanul Till Attila volt, aki ezt a pozíciót ötödik alkalommal látta el. A zsűriben a műsor története során először nem történt változás, így az előző évadhoz hasonlóan ismét Liptai Claudia, Majka, Papp Szabolcs és Stohl András véleményezte a produkciókat, utóbbi kettőnek ez volt a második évada zsűritagként. A hatodik évadban ismét Lajtai Kati lett az énektanár, aki immáron negyedik alkalommal látta el ezt a feladatot. A koreográfus újra Túri Lajos lett, aki ebben az évadban ötödik alkalommal látta el ezt a feladatot. A hatodik széria énekeseinek névsorát szeptember 24-én egy sajtótájékoztató keretein belül jelentették be. A nézők ezúttal is a TV2 Live mobilapplikáción keresztül adhatták le voksaikat az előadókra, ugyanakkor az előző három évaddal ellentétben a produkciókat azok ideje alatt 1-től 10-ig pontozhatták az énekes neve alatti pontszámok egyikére kattintva.
Az évad tíz részes volt, vasárnaponként sugározta a TV2. A döntőre december 16-án került sor, ahol az hatodik széria győztese Freddie lett, így ő nyerte el „Magyarország legsokoldalúbb előadóművésze” címet 2018-ban. Az évad során összesen 98 produkciót és 106 átalakulást láthattak a nézők.

## Versenyzők
| - Freddie - Kállay-Saunders András - Torres Dániel - Gesztesi Károly - Burai Krisztián - Pintér Tibor | - Völgyesi Gabi - Szőcs Renáta - Odett - Sári Évi - Hien - Tolvai Renáta |

## Összesített eredmények
| – Az előadó továbbjutott                          |
| – A legtöbb szavazattal rendelkező előadó         |
| – A két legkevesebb szavazattal rendelkező előadó |
| – Az előadó kiesett                               |

| #   | Előadó                 | 1. adás (október 14.) | 2. adás (október 21.) | 3. adás (október 28.) | 4. adás (november 4.) | 5. adás (november 11.) | 6. adás (november 18.) | 7. adás (november 25.) | 8. adás (december 2.) | 9. adás (december 9.) | 10. adás (december 16.) |
| --- | ---------------------- | --------------------- | --------------------- | --------------------- | --------------------- | ---------------------- | ---------------------- | ---------------------- | --------------------- | --------------------- | ----------------------- |
| 1.  | Freddie                | Nem volt kiesés       | Továbbjutott          | Továbbjutott          | Továbbjutott          | Továbbjutott           | Továbbjutott           | Továbbjutott           | Továbbjutott          | Továbbjutott          | 1. helyezett a döntőben |
| 2.  | Sári Évi               | Nem volt kiesés       | Továbbjutott          | Továbbjutott          | Továbbjutott          | Továbbjutott           | Továbbjutott           | Továbbjutott           | Továbbjutott          | Továbbjutott          | 2. helyezett a döntőben |
| 3.  | Völgyesi Gabi          | Nem volt kiesés       | Továbbjutott          | Továbbjutott          | Továbbjutott          | Továbbjutott           | Továbbjutott           | Továbbjutott           | Továbbjutott          | Továbbjutott          | 3. helyezett a döntőben |
| 4.  | Tolvai Renáta          | Nem volt kiesés       | Továbbjutott          | Továbbjutott          | Továbbjutott          | Továbbjutott           | Utolsó kettő           | Továbbjutott           | Utolsó kettő          | Utolsó kettő          | 4. helyezett a döntőben |
| 5.  | Gesztesi Károly        | Nem volt kiesés       | Továbbjutott          | Továbbjutott          | Utolsó kettő          | Továbbjutott           | Továbbjutott           | Továbbjutott           | Továbbjutott          | Utolsó kettő          | Kiesett a 9. adásban    |
| 6.  | Kállay-Saunders András | Heti győztes          | Továbbjutott          | Továbbjutott          | Továbbjutott          | Utolsó kettő           | Továbbjutott           | Utolsó kettő           | Utolsó kettő          | Kiesett a 8. adásban  | Kiesett a 8. adásban    |
| 7.  | Pintér Tibor           | Nem volt kiesés       | Továbbjutott          | Utolsó kettő          | Továbbjutott          | Továbbjutott           | Továbbjutott           | Utolsó kettő           | Kiesett a 7. adásban  | Kiesett a 7. adásban  | Kiesett a 7. adásban    |
| 8.  | Hien                   | Nem volt kiesés       | Továbbjutott          | Továbbjutott          | Továbbjutott          | Továbbjutott           | Utolsó kettő           | Kiesett a 6. adásban   | Kiesett a 6. adásban  | Kiesett a 6. adásban  | Kiesett a 6. adásban    |
| 9.  | Burai Krisztián        | Nem volt kiesés       | Továbbjutott          | Továbbjutott          | Továbbjutott          | Utolsó kettő           | Kiesett az 5. adásban  | Kiesett az 5. adásban  | Kiesett az 5. adásban | Kiesett az 5. adásban | Kiesett az 5. adásban   |
| 10. | Torres Dániel          | Nem volt kiesés       | Továbbjutott          | Továbbjutott          | Utolsó kettő          | Kiesett a 4. adásban   | Kiesett a 4. adásban   | Kiesett a 4. adásban   | Kiesett a 4. adásban  | Kiesett a 4. adásban  | Kiesett a 4. adásban    |
| 11. | Szőcs Renáta           | Nem volt kiesés       | Utolsó kettő          | Utolsó kettő          | Kiesett a 3. adásban  | Kiesett a 3. adásban   | Kiesett a 3. adásban   | Kiesett a 3. adásban   | Kiesett a 3. adásban  | Kiesett a 3. adásban  | Kiesett a 3. adásban    |
| 12. | Odett                  | Nem volt kiesés       | Utolsó kettő          | Kiesett a 2. adásban  | Kiesett a 2. adásban  | Kiesett a 2. adásban   | Kiesett a 2. adásban   | Kiesett a 2. adásban   | Kiesett a 2. adásban  | Kiesett a 2. adásban  | Kiesett a 2. adásban    |

## Adások
Megjegyzés: A elsőtől a kilencedik adásig az adások végeredménye a zsűri és a nézők által leadott szavazatszámok összesítéséből alakult ki. A döntőben csak a nézői szavazatok alakították ki a végeredményt. Az alábbi táblázatok csak a zsűri stúdióban ismertetett pontjait tartalmazzák.
Az évad újítása volt, hogy az élő show-k végén a heti győztes három előadó közül választhatta ki, hogy kit szeretne megformálni a következő adásban, a többiek produkcióit az eredeti szabályok szerint műsor producerei és szerkesztői választották.

### 1. adás (október 14.)
A hatodik évad indulása előtt 2018. október 5-től 8-án 13 óráig szavazhattak a nézők arról, hogy melyik versenyző bújjon Tina Turner bőrébe. A szavazatok alapján végül Freddie kapta ezt a feladatot. Az első adásban nem volt kiesés, viszont a versenyzők magukkal vitték a pontokat a következő hétre.
- Közös produkció: Flashdance... What a Feeling (Irene Cara)

| #  | Előadó                 | Dal                       | Eredeti előadó              | Pontozás     | Pontozás       | Pontozás      | Pontozás      | Pontozás | Eredmény     |
| #  | Előadó                 | Dal                       | Eredeti előadó              | Stohl András | Liptai Claudia | Majoros Péter | Papp Szabolcs | Összesen | Eredmény     |
| -- | ---------------------- | ------------------------- | --------------------------- | ------------ | -------------- | ------------- | ------------- | -------- | ------------ |
| 1  | Pintér Tibor           | We’re Not Gonna Take It   | Dee Snider (Twisted Sister) | 8            | 8              | 5             | 7             | 28       | —            |
| 2  | Szőcs Renáta           | Tejút                     | Rúzsa Magdi                 | 8            | 7              | 5             | 7             | 27       | —            |
| 3  | Hien                   | (You Drive Me) Crazy      | Britney Spears              | 7            | 7              | 4             | 5             | 23       | —            |
| 4  | Gesztesi Károly        | Isztambul                 | Dolly (Hungária)            | 6            | 8              | 5             | 8             | 27       | —            |
| 5  | Torres Dániel          | Canción del Mariachi      | Antonio Banderas            | 7            | 8              | 4             | 9             | 28       | —            |
| 6  | Burai Krisztián        | Ég veled                  | Dér Heni                    | 9            | 9              | 5             | 9             | 32       | —            |
| 7  | Odett                  | Material Girl             | Madonna                     | 7            | 7              | 4             | 7             | 25       | —            |
| 8  | Völgyesi Gabi          | Let‘s Twist Again         | Chubby Checker              | 10           | 10             | 7             | 10            | 37       | —            |
| 9  | Freddie                | Private Dancer / The Best | Tina Turner                 | 9            | 8              | 6             | 8             | 31       | —            |
| 10 | Tolvai Renáta          | Rosalinda                 | Thalía                      | 10           | 9              | 4             | 9             | 32       | —            |
| 11 | Kállay-Saunders András | Perfect                   | Ed Sheeran                  | 10           | 10             | 7             | 10            | 37       | Heti győztes |
| 12 | Sári Évi               | Szállj fel, szabad madár  | Vikidál Gyula               | 9            | 10             | 6             | 10            | 35       | —            |

### 2. adás (október 21.)
Az adást inditó közös produkció alatt egy technikai probléma miatt nem volt hang a televízióadásban, amíg ezt megoldották az előző hét első öt előadását vetítették felvételről. A 18:55-ös kezdéshez képest 19:13-ra sikerült orvosolni a technikai problémát. A közös produkciót később hanghiba nélkül feltölttötték a műsor weboldalára.
- Közös produkció: I Gotta Feeling (The Black Eyed Peas)

| #  | Előadó                 | Dal                   | Eredeti előadó             | Pontozás     | Pontozás       | Pontozás      | Pontozás      | Pontozás | Eredmény      |
| #  | Előadó                 | Dal                   | Eredeti előadó             | Stohl András | Liptai Claudia | Majoros Péter | Papp Szabolcs | Összesen | Eredmény      |
| -- | ---------------------- | --------------------- | -------------------------- | ------------ | -------------- | ------------- | ------------- | -------- | ------------- |
| 1  | Sári Évi               | Born This Way         | Lady Gaga                  | 8            | 8              | 5             | 8             | 29       | Továbbjutott  |
| 2  | Hien                   | Somebody to Love      | Freddie Mercury (Queen)    | 9            | 9              | 7             | 8             | 33       | Továbbjutott  |
| 3  | Pintér Tibor           | Crazy in Love         | Beyoncé                    | 8            | 9              | 4             | 8             | 29       | Továbbjutott  |
| 4  | Burai Krisztián        | Beat It               | Michael Jackson            | 6            | 7              | 3             | 7             | 23       | Továbbjutott  |
| 5  | Torres Dániel          | Boldog születésnapot! | Halász Judit               | 7            | 8              | 5             | 8             | 28       | Továbbjutott  |
| 6  | Odett                  | 99 Luftballons        | Nena                       | 9            | 9              | 6             | 10            | 34       | Kiesett       |
| 7  | Tolvai Renáta          | My Baby               | Kállay-Saunders András     | 9            | 9              | 7             | 8             | 33       | Továbbjutott  |
| 8  | Kállay-Saunders András | Hagylak menni         | Tolvai Renáta              | 8            | 8              | 6             | 7             | 29       | Továbbjutott  |
| 9  | Szőcs Renáta           | Take on Me            | Morten Harket (A-ha)       | 7            | 7              | 7             | 7             | 28       | Utolsó előtti |
| 10 | Freddie                | A távollét            | Szécsi Pál                 | 8            | 8              | 6             | 9             | 31       | Továbbjutott  |
| 11 | Völgyesi Gabi          | Nah Neh Nah           | Dani Klein (Vaya Con Dios) | 9            | 9              | 10            | 10            | 38       | Továbbjutott  |
| 12 | Gesztesi Károly        | Kék asszony           | Presser Gábor (LGT)        | 10           | 10             | 10            | 10            | 40       | Továbbjutott  |

### 3. adás (október 28.)
- Közös produkció: We Go Together (Grease)

| #  | Előadó                 | Dal         | Eredeti előadó                   | Pontozás     | Pontozás       | Pontozás      | Pontozás      | Pontozás | Eredmény      |
| #  | Előadó                 | Dal         | Eredeti előadó                   | Stohl András | Liptai Claudia | Majoros Péter | Papp Szabolcs | Összesen | Eredmény      |
| -- | ---------------------- | ----------- | -------------------------------- | ------------ | -------------- | ------------- | ------------- | -------- | ------------- |
| 1  | Szőcs Renáta           | Firestarter | Keith Flint (The Prodigy)        | 8            | 8              | 5             | 8             | 29       | Kiesett       |
| 2  | Gesztesi Károly        | Yé ké yé ké | Mory Kanté                       | 9            | 10             | 6             | 9             | 34       | Továbbjutott  |
| 3  | Kállay-Saunders András | Hey Mama    | Nicki Minaj                      | 7            | 8              | 5             | 5             | 25       | Továbbjutott  |
| 4  | Pintér Tibor           | Sandokan    | Kabir Bedi                       | 8            | 9              | 7             | 10            | 34       | Utolsó előtti |
| 5  | Freddie                | Motel       | Zséda                            | 9            | 10             | 5             | 9             | 33       | Továbbjutott  |
| 6  | Hien                   | Jump        | Chris Kelly (Kris Kross)         | 10           | 10             | 8             | 10            | 38       | Továbbjutott  |
| 7  | Sári Évi               | Maria       | Ricky Martin                     | 9            | 10             | 9             | 9             | 37       | Továbbjutott  |
| 8  | Burai Krisztián        | Swalla      | Jason Derulo                     | 10           | 9              | 10            | 9             | 38       | Továbbjutott  |
| 9  | Völgyesi Gabi          | Eső         | Lábas Viktória (Margaret Island) | 10           | 10             | 8             | 10            | 38       | Továbbjutott  |
| 10 | Torres Dániel          | Meggyfa     | Horváth Tamás                    | 10           | 10             | 10            | 10            | 40       | Továbbjutott  |
| 11 | Tolvai Renáta          | Hurt        | Christina Aguilera               | 9            | 9              | 9             | 9             | 36       | Továbbjutott  |

### 4. adás (november 4.)
- Közös produkció: Gimme! Gimme! Gimme! (A Man After Midnight) (ABBA)

| #  | Előadó                 | Dal                      | Eredeti előadó                  | Pontozás     | Pontozás       | Pontozás      | Pontozás      | Pontozás | Eredmény      |
| #  | Előadó                 | Dal                      | Eredeti előadó                  | Stohl András | Liptai Claudia | Majoros Péter | Papp Szabolcs | Összesen | Eredmény      |
| -- | ---------------------- | ------------------------ | ------------------------------- | ------------ | -------------- | ------------- | ------------- | -------- | ------------- |
| 1  | Hien                   | Lean On                  | MØ                              | 8            | 9              | 6             | 9             | 32       | Továbbjutott  |
| 2  | Torres Dániel          | Boom, Boom, Boom, Boom!! | Kim Sasabone (Vengaboys)        | 7            | 8              | 5             | 9             | 29       | Kiesett       |
| 3  | Kállay-Saunders András | 24K Magic                | Bruno Mars                      | 8            | 8              | 5             | 8             | 29       | Továbbjutott  |
| 4  | Gesztesi Károly        | Vidéki sanzon            | Mező Misi (Magna Cum Laude)     | 7            | 10             | 5             | 6             | 28       | Utolsó előtti |
| 5  | Tolvai Renáta          | Baila Me                 | Nicolas Reyes (Gipsy Kings)     | 8            | 8              | 5             | 7             | 28       | Továbbjutott  |
| 6  | Pintér Tibor           | Paff, a bűvös sárkány    | Orbán József (100 Folk Celsius) | 9            | 10             | 10            | 10            | 39       | Továbbjutott  |
| 7  | Sári Évi               | Ain’t Your Mama          | Jennifer Lopez                  | 10           | 10             | 10            | 10            | 40       | Továbbjutott  |
| 8  | Burai Krisztián        | Rajosan                  | Mario                           | 9            | 9              | 9             | 9             | 36       | Továbbjutott  |
| 9  | Völgyesi Gabi          | Özönvíz                  | Pápai Joci                      | 10           | 9              | 6             | 8             | 33       | Továbbjutott  |
| 10 | Freddie                | Runaway Train            | Dave Pirner (Soul Asylum)       | 9            | 10             | 6             | 10            | 35       | Továbbjutott  |

### 5. adás (november 11.)
- Közös produkció: I′m So Excited (The Pointer Sisters)

| # | Előadó                 | Dal                  | Eredeti előadó                 | Pontozás     | Pontozás       | Pontozás      | Pontozás      | Pontozás | Eredmény      |
| # | Előadó                 | Dal                  | Eredeti előadó                 | Stohl András | Liptai Claudia | Majoros Péter | Papp Szabolcs | Összesen | Eredmény      |
| - | ---------------------- | -------------------- | ------------------------------ | ------------ | -------------- | ------------- | ------------- | -------- | ------------- |
| 1 | Kállay-Saunders András | Believer             | Dan Reynolds (Imagine Dragons) | 8            | 9              | 8             | 9             | 34       | Utolsó előtti |
| 2 | Sári Évi               | Aquarius             | Cheryl Barnes                  | 10           | 10             | 10            | 10            | 40       | Továbbjutott  |
| 3 | Burai Krisztián        | Végem                | Opitz Barbi                    | 8            | 8              | 8             | 8             | 32       | Kiesett       |
| 4 | Völgyesi Gabi          | Voyage, voyage       | Desireless                     | 8            | 9              | 8             | 10            | 35       | Továbbjutott  |
| 5 | Gesztesi Károly        | Shadow on the Wall   | Roger Chapman                  | 8            | 9              | 8             | 8             | 33       | Továbbjutott  |
| 6 | Tolvai Renáta          | Havana               | Camila Cabello                 | 8            | 8              | 8             | 8             | 32       | Továbbjutott  |
| 7 | Freddie                | Whataya Want from Me | Adam Lambert                   | 8            | 8              | 9             | 9             | 34       | Továbbjutott  |
| 8 | Hien                   | Stay                 | Rihanna                        | 9            | 8              | 9             | 10            | 36       | Továbbjutott  |
| 9 | Pintér Tibor           | Looking for Freedom  | David Hasselhoff               | 10           | 10             | 8             | 9             | 37       | Továbbjutott  |

### 6. adás (november 18.)
- Közös produkció: Walking on Sunshine (Katrina and the Waves)

| # | Előadó                 | Dal                           | Eredeti előadó                   | Pontozás     | Pontozás       | Pontozás      | Pontozás      | Pontozás | Eredmény      |
| # | Előadó                 | Dal                           | Eredeti előadó                   | Stohl András | Liptai Claudia | Majoros Péter | Papp Szabolcs | Összesen | Eredmény      |
| - | ---------------------- | ----------------------------- | -------------------------------- | ------------ | -------------- | ------------- | ------------- | -------- | ------------- |
| 1 | Freddie                | Live Is Life                  | Herwig Rüdisser (Opus)           | 8            | 8              | 9             | 10            | 35       | Továbbjutott  |
| 2 | Kállay-Saunders András | Fly Away                      | Lenny Kravitz                    | 9            | 8              | 8             | 8             | 33       | Továbbjutott  |
| 3 | Hien                   | Kicsit szomorkás a hangulatom | Lovasi András (Kispál és a Borz) | 10           | 9              | 10            | 10            | 39       | Kiesett       |
| 4 | Pintér Tibor           | Bye bye, lány                 | Zámbó Jimmy                      | 9            | 10             | 10            | 10            | 39       | Továbbjutott  |
| 5 | Tolvai Renáta          | The Greatest                  | Sia                              | 9            | 10             | 10            | 9             | 38       | Utolsó előtti |
| 6 | Sári Évi               | Hotel mámor                   | Csipa (Hooligans)                | 10           | 10             | 10            | 10            | 40       | Továbbjutott  |
| 7 | Gesztesi Károly        | Hosszú, fekete haj / Aranyeső | Bangó Margit                     | 9            | 10             | 10            | 10            | 39       | Továbbjutott  |
| 8 | Völgyesi Gabi          | Hey Jude                      | Paul McCartney (The Beatles)     | 8            | 8              | 8             | 8             | 32       | Továbbjutott  |

- Extra produkció:
  - Honeybeast – Így játszom
  - Horváth Tamás – Levegőt

### 7. adás (november 25.)
A hetedik adásban a versenyzők egy szólóprodukcióval és egy versenytársaikkal közös produkcióval léptek színpadra. A közös produkciók során kapott pontszámot az előadók egyenként is megkapták. Liptai Claudia családi okok miatt nem volt látható a zsűriben.
- Közös produkció: OK (Robin Schulz feat. James Blunt)

| #                | Előadó                                              | Dal                         | Eredeti előadó                                                                       | Pontozás     | Pontozás      | Pontozás      | Pontozás | Eredmény      |
| #                | Előadó                                              | Dal                         | Eredeti előadó                                                                       | Stohl András | Majoros Péter | Papp Szabolcs | Összesen | Eredmény      |
| ---------------- | --------------------------------------------------- | --------------------------- | ------------------------------------------------------------------------------------ | ------------ | ------------- | ------------- | -------- | ------------- |
| 1                | Gesztesi Károly                                     | I’m a Believer / Hallelujah | Shrek                                                                                | 8            | 8             | 8             | 24       | Továbbjutott  |
| 2                | Pintér Tibor                                        | Te vagy a jel               | Kasza Tibor (Crystal)                                                                | 7            | 6             | 8             | 21       | Kiesett       |
| 3                | Tolvai Renáta                                       | Get Busy                    | Sean Paul                                                                            | 7            | 5             | 7             | 19       | Továbbjutott  |
| 4                | Völgyesi Gabi                                       | Strong Enough               | Cher                                                                                 | 10           | 10            | 10            | 30       | Továbbjutott  |
| 5                | Sári Évi                                            | Mindenki táncol /90‘/       | Majka                                                                                | 10           | 9             | 10            | 29       | Továbbjutott  |
| 6                | Kállay-Saunders András                              | New Rules                   | Dua Lipa                                                                             | 9            | 8             | 10            | 27       | Utolsó előtti |
| 7                | Freddie                                             | Johnny B. Goode             | Chuck Berry                                                                          | 10           | 10            | 10            | 30       | Továbbjutott  |
| Közös produkciók |                                                     |                             |                                                                                      |              |               |               |          |               |
| 8                | Kállay-Saunders András Tolvai Renáta Freddie        | Hol van az a lány?          | L.L. Junior Mohamed Fatima (Fekete Vonat) Beat                                       | 9            | 8             | 8             | 25       |               |
| 9                | Sári Évi Gesztesi Károly Pintér Tibor Völgyesi Gabi | Macarena                    | Mia Frye Antonio Romero Monge (Los del Río) Rafael Ruíz Perdigones Tracee Ellis Ross | 9            | 8             | 10            | 27       |               |

### 8. adás (december 2.)
A nyolcadik adásban a versenyzők egy szólóprodukcióval és egy duettprodukcióval léptek színpadra. Az előző évadokkal eltérően a zsűri külön-külön pontozta a két előadót.
- Közös produkció: Santa Claus Is Coming to Town  (Justin Bieber)

| #                | Előadó                 | Dal                        | Eredeti előadó(k) | Pontozás     | Pontozás       | Pontozás      | Pontozás      | Pontozás | Eredmény      |
| #                | Előadó                 | Dal                        | Eredeti előadó(k) | Stohl András | Liptai Claudia | Majoros Péter | Papp Szabolcs | Összesen | Eredmény      |
| ---------------- | ---------------------- | -------------------------- | ----------------- | ------------ | -------------- | ------------- | ------------- | -------- | ------------- |
| 2                | Völgyesi Gabi          | Hajmási Péter, Hajmási Pál | Honthy Hanna      | 10           | 10             | 10            | 10            | 40       | Továbbjutott  |
| 4                | Gesztesi Károly        | Ha én gazdag lennék        | Topol             | 9            | 10             | 10            | 10            | 39       | Továbbjutott  |
| 5                | Freddie                | Baby Jane                  | Rod Stewart       | 9            | 10             | 9             | 8             | 36       | Továbbjutott  |
| 6                | Sári Évi               | Félteni kell               | Zalatnay Sarolta  | 9            | 10             | 10            | 9             | 38       | Továbbjutott  |
| 7                | Kállay-Saunders András | Viszlát nyár               | Siklósi Örs (AWS) | 10           | 10             | 10            | 9             | 39       | Kiesett       |
| 8                | Tolvai Renáta          | Without You                | Mariah Carey      | 9            | 8              | 10            | 7             | 34       | Utolsó előtti |
| Duett produkciók |                        |                            |                   |              |                |               |               |          |               |
| 1                | Sári Évi               | Különös szilveszter        | Cserháti Zsuzsa   | 10           | 10             | 10            | 10            | 40       |               |
| 1                | Freddie                | Különös szilveszter        | Charlie           | 10           | 10             | 10            | 10            | 40       |               |
| 3                | Tolvai Renáta          | Échame la Culpa            | Demi Lovato       | 9            | 9              | 9             | 10            | 37       |               |
| 3                | Kállay-Saunders András | Échame la Culpa            | Luis Fonsi        | 9            | 9              | 10            | 10            | 38       |               |
| 9                | Völgyesi Gabi          | Felicità                   | Al Bano           | 10           | 10             | 10            | 10            | 40       |               |
| 9                | Gesztesi Károly        | Felicità                   | Romina Power      | 10           | 10             | 10            | 10            | 40       |               |

### 9. adás – elődöntő (december 9.)
Az elődöntőben a versenyzők két szólóprodukcióval léptek színpadra. A nyolcadik adás győztese maga választhatta ki mindkét megformálandó előadót három sztár közül, a többieknek mindkét produkciót a műsor producerei és szerkesztői választották.
- Közös produkció: Changing (Sigma ft Paloma Faith)

| #  | Előadó          | Dal                                     | Eredeti előadó         | Pontozás     | Pontozás       | Pontozás      | Pontozás      | Pontozás | Eredmény      |
| #  | Előadó          | Dal                                     | Eredeti előadó         | Stohl András | Liptai Claudia | Majoros Péter | Papp Szabolcs | Összesen | Eredmény      |
| -- | --------------- | --------------------------------------- | ---------------------- | ------------ | -------------- | ------------- | ------------- | -------- | ------------- |
| 1  | Gesztesi Károly | I Will Follow Him                       | Whoopi Goldberg        | 7            | 9              | 8             | 7             | 31       | Kiesett       |
| 6  | Gesztesi Károly | What a Wonderful World                  | Louis Armstrong        | 8            | 10             | 8             | 8             | 34       | Kiesett       |
| 2  | Sári Évi        | Skyfall                                 | Adele                  | 10           | 10             | 10            | 10            | 40       | Továbbjutott  |
| 7  | Sári Évi        | Csók csók puszi                         | Nótár Mary             | 9            | 9              | 10            | 9             | 37       | Továbbjutott  |
| 3  | Freddie         | Let Me Entertain You                    | Robbie Williams        | 9            | 9              | 9             | 9             | 36       | Továbbjutott  |
| 8  | Freddie         | When a Man Loves a Woman                | Michael Bolton         | 10           | 10             | 10            | 10            | 40       | Továbbjutott  |
| 4  | Tolvai Renáta   | (You Make Me Feel Like) A Natural Woman | Aretha Franklin        | 8            | 8              | 7             | 7             | 30       | Utolsó előtti |
| 9  | Tolvai Renáta   | Hot Right Now                           | Rita Ora               | 9            | 9              | 9             | 9             | 36       | Utolsó előtti |
| 5  | Völgyesi Gabi   | Girls Like You                          | Adam Levine (Maroon 5) | 8            | 10             | 10            | 10            | 38       | Továbbjutott  |
| 10 | Völgyesi Gabi   | Tinédzser l’amour                       | Szandi                 | 9            | 9              | 10            | 9             | 37       | Továbbjutott  |

### 10. adás – döntő (december 16.)
A döntőben a versenyzők egy szólóprodukcióval és egy vendégelőadóval alkotott duettel léptek színpadra. A zsűri nem pontozott, csak szóban értékelték a produkciókat, a döntősök helyezése csak a nézői szavazatokon múlott. A műsor történetében először fordult elő, hogy több női versenyző jutott a döntőbe, mint férfi.
- Közös produkció: Ugye, mi jóbarátok vagyunk? (LGT)[megj 5]

| # | Előadó        | Dal                                         | Eredeti előadó                | Eredmény     |
| - | ------------- | ------------------------------------------- | ----------------------------- | ------------ |
| 1 | Sári Évi      | Gangnam Style                               | PSY                           | 2. helyezett |
| 5 | Sári Évi      | Gyere kislány, gyere (duett Nagy Feróval)   | Csuka Mónika (Beatrice)       | 2. helyezett |
| 2 | Tolvai Renáta | Buli buli                                   | Dorina                        | 4. helyezett |
| 6 | Tolvai Renáta | Tini dal (duett Csepregi Évával)            | Végvári Ádám (Neoton Família) | 4. helyezett |
| 3 | Völgyesi Gabi | Christmas Is All Around                     | Billy Mack                    | 3. helyezett |
| 7 | Völgyesi Gabi | Szeretlek, szeretlek (duett Bódi Gusztival) | Bódi Margó                    | 3. helyezett |
| 4 | Freddie       | ’O sole mio                                 | Luciano Pavarotti             | 1. helyezett |
| 8 | Freddie       | Márti dala (duett Pásztor Annával)          | Kiss Tibor                    | 1. helyezett |

- Extra produkciók:

| Előadók                                                              | Dal             | Eredeti előadók                                                                                |
| -------------------------------------------------------------------- | --------------- | ---------------------------------------------------------------------------------------------- |
| Burai Krisztián Kállay-Saunders András Gesztesi Károly Torres Dániel | Tic, Tic Tac    | (Carrapicho)                                                                                   |
| Hien Odett Szőcs Renáta Pintér Tibor                                 | Dschinghis Khan | Wolfgang Heichel Edina Pop (Dschinghis Khan) Henriette Heichel-Strobel Louis Hendrik Potgieter |

A nézői szavazatok alapján a hatodik évadot Freddie nyerte, így övé lett a „Magyarország legsokoldalúbb előadóművésze” cím 2018-ban. Az egymillió forintos nyereményösszeget a szegedi Gyógyító Angyal Alapítvány javára ajánlotta fel.

## Nézettség
A +4-es adatok a teljes lakosságra, a 18–59-es adatok a célközönségre vonatkoznak. A táblázat csak a TV2 által főműsoridőben sugárzott adások adatait mutatja.
| Epizód   | Vetítés            | Teljes lakosság (+4) | Teljes lakosság (+4) | Teljes lakosság (+4) | Célközönség (18–59) | Célközönség (18–59) | Célközönség (18–59) | Forrás |
| Epizód   | Vetítés            | AMR (fő)             | SHR (%)              | Heti helyezés        | AMR (fő)            | SHR (%)             | Heti helyezés       | Forrás |
| -------- | ------------------ | -------------------- | -------------------- | -------------------- | ------------------- | ------------------- | ------------------- | ------ |
| 1. adás  | 2018. október 14.  | 832 482              | 19,3                 | 2.                   | 395 458             | 17,1                | 2.                  | [ 10 ] |
| 2. adás  | 2018. október 21.  | 798 864              | 18,5                 | 2.                   | 401 153             | 17,5                | 2.                  | [ 11 ] |
| 3. adás  | 2018. október 28.  | 789 691              | 18,5                 | 5.                   | 390 277             | 17,1                | 4.                  | [ 12 ] |
| 4. adás  | 2018. november 4.  | 711 066              | 16,3                 | 4.                   | 336 209             | 14,5                | 3.                  | [ 13 ] |
| 5. adás  | 2018. november 11. | 656 490              | 14,7                 | 7.                   | 267 225             | 11,3                | 10.                 | [ 14 ] |
| 6. adás  | 2018. november 18. | 851 626              | 19,6                 | 2.                   | 356 305             | 15,7                | 4.                  | [ 15 ] |
| 7. adás  | 2018. november 25. | 974 347              | 21,5                 | 1.                   | 445 334             | 18,6                | 2.                  | [ 16 ] |
| 8. adás  | 2018. december 2.  | 920 987              | 20,6                 | 1.                   | 405 612             | 17,0                | 4.                  | [ 17 ] |
| 9. adás  | 2018. december 9.  | 943 995              | 21,7                 | 2.                   | 386 894             | 17,1                | 4.                  | [ 18 ] |
| 10. adás | 2018. december 16. | 922 922              | 21,0                 | 1.                   | 392 035             | 16,9                | 3.                  | [ 19 ] |

Ez volt az első évad, mely egyszer sem tudott milliós nézettséget produkálni a teljes lakosság körében.